# Mezzomerico
Mezzomerico (piemontiul: Mesmerich) település Olaszországban, Piemont régióban, Novara megyében. Lakosainak száma 1193 fő (2023. január 1.). Mezzomerico Divignano, Oleggio, Suno, Vaprio d’Agogna, Agrate Conturbia és Marano Ticino községekkel határos.

## Népesség
A település lakossága az elmúlt években az alábbi módon változott:
| Lakosok száma | 1226 | 1235 | 1193 |
|               | 2017 | 2018 | 2023 |